# 议会厅剧院
议会厅剧院（Capitol Theater）是德国北莱茵-威斯特法伦州首府杜塞尔多夫最大的剧院。
该建筑拥有百年历史，原为有轨电车停车场，1990年代初改为剧院。1996年开幕，首演剧目为音乐剧Grease。
51°13′25″N 6°47′58″E / 51.22361°N 6.79944°E